# John I. De Graff

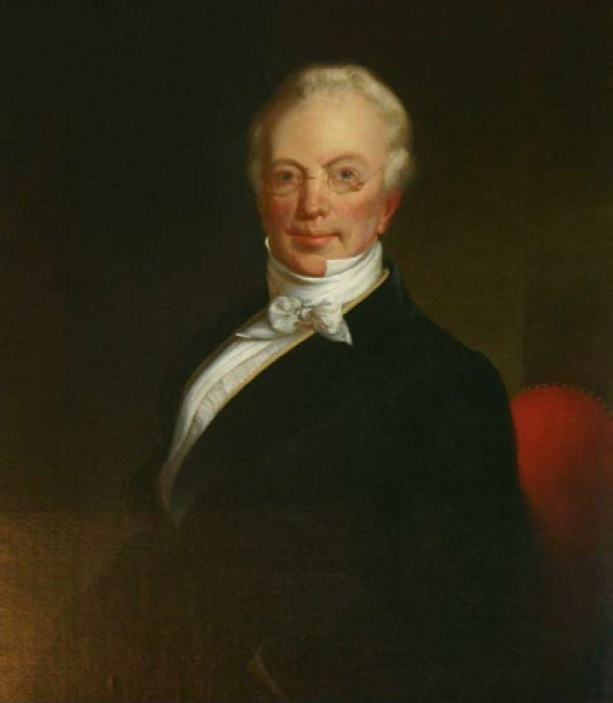
John I. De Graff

John Isaac De Graff (* 2. Oktober 1783 in Schenectady, New York; † 26. Juli 1848 ebenda) war ein US-amerikanischer Kaufmann, Jurist und Politiker. Er vertrat zwischen 1827 und 1829 sowie zwischen 1837 und 1839 den Bundesstaat New York im US-Repräsentantenhaus.

## Werdegang
John Isaac De Graff wurde ungefähr einen Monat nach dem Ende des Unabhängigkeitskrieges in Schenectady geboren und wuchs dort auf. In dieser Zeit besuchte er Gemeinschaftsschulen und 1811 das Union College. Danach ging er in Schenectady kaufmännischen Geschäften nach. Er diente während des Britisch-Amerikanischen Krieges.
Politisch gehörte er zu jener Zeit der Jacksonian-Fraktion an. Bei den Kongresswahlen des Jahres 1826 für den 20. Kongress wurde De Graff im zwölften Wahlbezirk von New York in das US-Repräsentantenhaus in Washington, D.C. gewählt, wo er am 4. März 1827 die Nachfolge von William Dietz antrat. Er schied nach dem 3. März 1829 aus dem Kongress aus.
Zwischen 1832 und 1834 sowie im Jahr 1836 war er Bürgermeister seiner Geburtsstadt Schenectady.
Er schloss sich der Demokratischen Partei an. Bei den Kongresswahlen des Jahres 1836 für den 25. Kongress wurde er im elften Wahlbezirk von New York in das US-Repräsentantenhaus gewählt, wo er am 4. März 1837 die Nachfolge von John Cramer antrat. Da er auf eine erneute Kandidatur im Jahr 1838 verzichtete, schied er nach dem 3. März 1839 aus dem Kongress aus.
Nach seiner Kongresszeit ging er wieder kaufmännischen Geschäften nach. Er betätigte sich an dem Bau der Mohawk & Hudson Railroad. In den Jahren 1842 und 1845 war er erneut Bürgermeister von Schenectady. Dann verfolgte er bis zu seinem Tod Bankgeschäfte. Er verstarb am 26. Juli 1848 in Schenectady und wurde dann auf dem Vale Cemetery beigesetzt.